# Stig Anderson

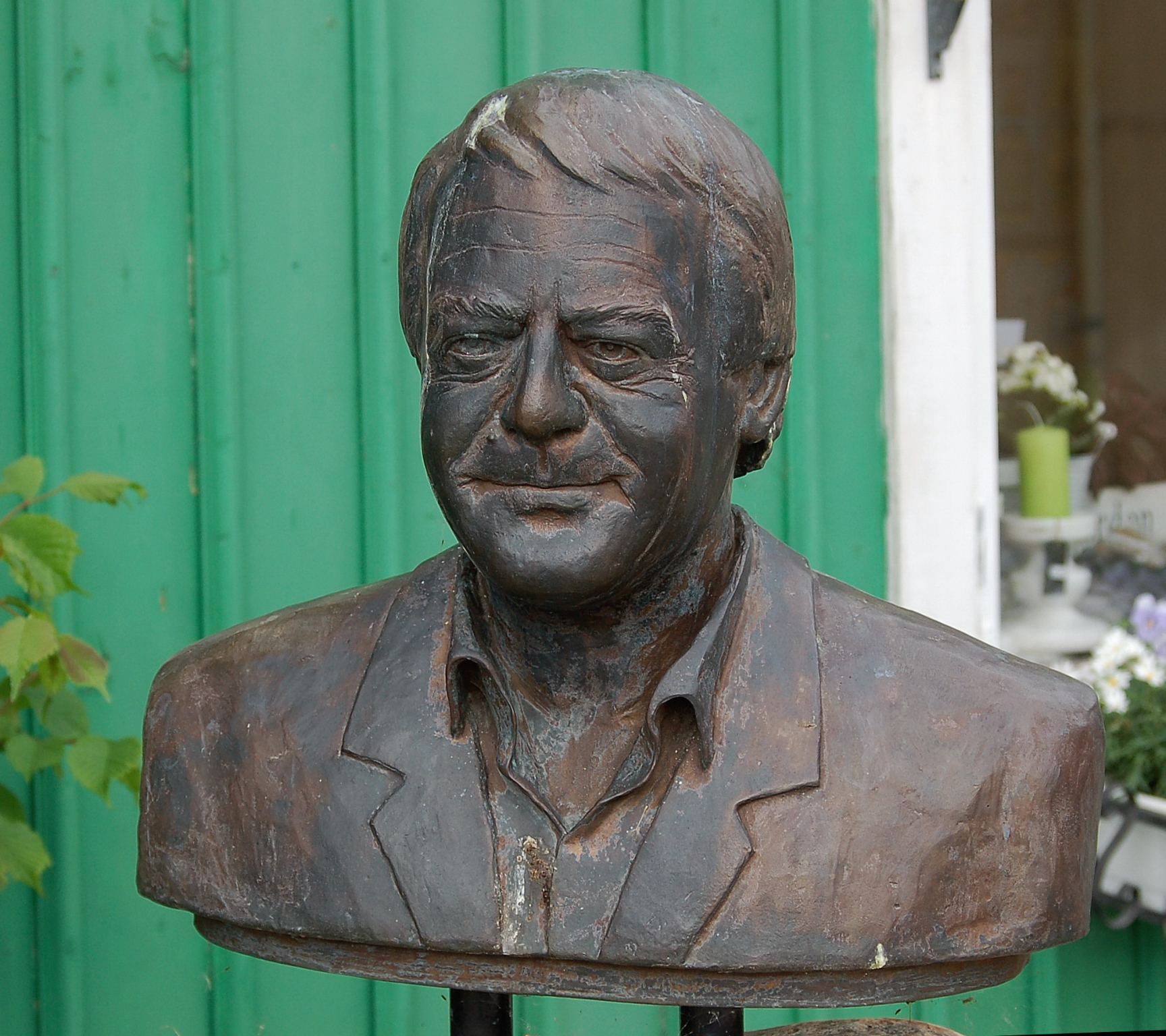
Stikkan Anderson in Hova.

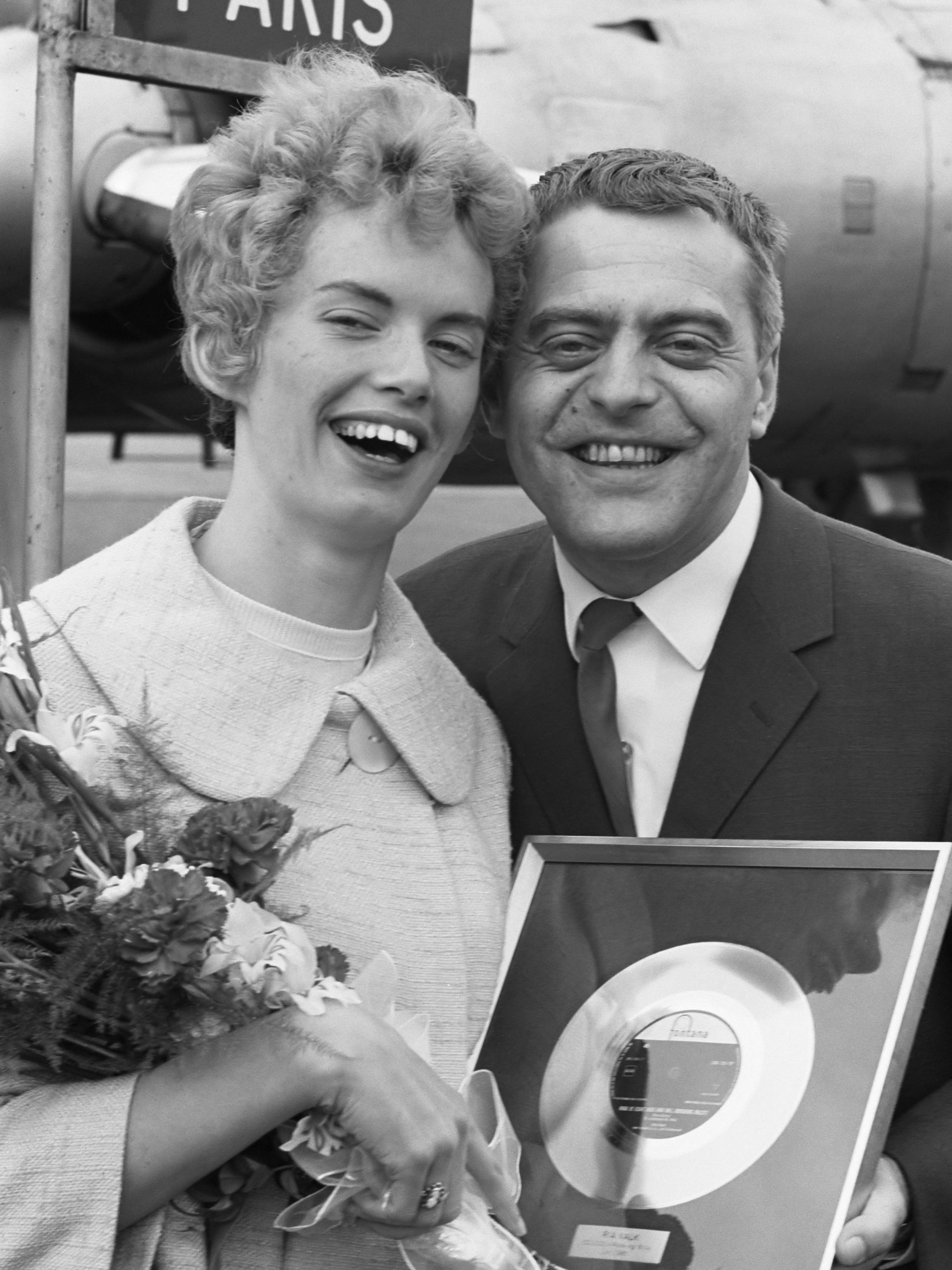
Stig Anderson en Ria Valk (1961).jpg

Stig Erik Leopold "Stikkan" Anderson (Hova (Västergötland), 25 januari 1931 — Stockholm,  12 september 1997) is het best bekend als de manager van de succesvolle Zweedse popgroep ABBA.
Stig Anderson was een succesvol componist en vertaler (naar het Zweeds) van popliedjes. Het lied Hou je echt nog van mij, Rocking Billy? (1960) van Ria Valk, met tekst van Willy Rex, was de Nederlandse vertaling van Är du kär i mej ännu, Klas-Göran, een Zweedse hit voor Lill-Babs. De liedjes die Anderson schreef voor vele artiesten werden zo succesvol dat hij Sweden Music oprichtte, een firma die de teksten kon publiceren.
Anderson zag al snel in dat als hij liedjes wilde blijven schrijven, hij ook een platenfirma moest oprichten. Daarom richtte hij in 1963 samen met Bengt Bernhag Polar Music op.
Polar werd een succesvolle platenfirma en Anderson kreeg al snel de naam 'The Business'. In de beginperiode van Polar nam Anderson Benny Andersson en Björn Ulvaeus aan als huiscomponisten. Deze twee vormden met hun verloofden de groep Benny & Björn, Agnetha & Frida. Later werd de naam door Anderson omgedoopt tot ABBA. In 1974 wonnen ze het Eurovisiesongfestival. 
In de beginperiode van ABBA schreef hij ook mee aan diverse songteksten, en was vooral goed in het verzinnen van pakkende titels zoals Dancing Queen. Later werd ABBA zo groot dat Anderson zich enkel nog kon bezighouden met het management van de groep.
Omdat Anderson zoveel energie stak in de groep werd hij ook weleens het vijfde lid van ABBA genoemd. In 1978 richtte hij samen met Andersson en Ulvaeus de Polar Studio's op.
Anderson stond erom bekend dat hij zijn mening niet onder stoelen of banken stak. Zo fulmineerde hij regelmatig tegen de (destijds zeer zware) Zweedse belastingdruk. Ook veroorzaakte hij een diplomatiek relletje door op de Zweedse televisie zijn beklag te doen over de Zweedse omroep, die na de songfestivaloverwinning bang was dat ze niet in staat waren het festival van 1975 te organiseren. Zijn commentaar: "Zelfs een vogelpoeplandje als Luxemburg kan het organiseren, waarom Zweden dan niet?"
In 1990 verkocht hij zijn belangen in Polar Music International en Sweden Music aan het toenmalige Polygram. Met de opbrengst richtte hij de Polar Music Prize op.
Op 12 september 1997 overleed hij op 66-jarige leeftijd aan een hartaanval. In de jaren voor zijn dood was het nog tot financiële conflicten gekomen met Fältskog en Andersson van ABBA, die in de rechtszaal werden uitgevochten. Alleen Andersson, Ulvaeus en Lyngstad waren op de begrafenis aanwezig.
- Bibsys: 1031636
- Biblioteca Nacional de España: XX831661
- Bibliothèque nationale de France: cb14074593b (data)
- Gemeinsame Normdatei: 138522847
- International Standard Name Identifier: 0000 0001 1451 5855
- Library of Congress Control Number: n84234024
- Nationale Bibliotheek van Letland: 000094053
- MusicBrainz: 69b25c47-780d-46e5-ae44-1f116337b95e
- Bibliotheek van het Japanse parlement: 001283963
- Nationale Bibliotheek van Tsjechië: xx0065766
- Nationale Bibliotheek van Israël: 987007340217905171
- Nederlandse Thesaurus van Auteursnamen: 071071113
- LIBRIS: 35707
- Virtual International Authority File: 90705558
- WorldCat: E39PBJB4hxKHTrJtyhxj3KYMfq